# Fahnestock-Gletscher
Der Fahnestock-Gletscher ist ein rund 50 km langer Gletscher im westantarktischen Marie-Byrd-Land. An der Saunders-Küste mündet er in das Sulzberger-Schelfeis.
Das Advisory Committee on Antarctic Names benannte ihn 2003 nach Mark A. Fahnestock (* 1962) von der University of New Hampshire, der seit den 1980er Jahren in Theorie und Praxis glaziologische Studien in Grönland und zu den Eisströmen in Westantarktika betrieben hatte.